# Ромеу, Пере
Пере Ромеу Суньер (кат. Pere Romeu Sunye; род. 1993, Барселона) — испанский футбольный тренер, главный тренер женского футбольного клуба «Барселона». 

## Тренерская карьера
Рано завершив футбольную карьеру, Ромеу стал работать детским тренером в системе клуба «Саррия». Он путешествовал по Испании, чтобы изучать методику других тренеров. В 2017 году он стал работать в системе «Барселоны» помощником тренера юношеской команды Серхи Милы, где среди его подопечных были Гави, Анхель Аларкон, Ильяс Ахомаш и Алеш Гарридо.
В 2020 году стал помощником главного тренера румынского «Вииторула», которая имела связи с «Барселоной» и Ромеу счёл это полезным для развития молодых игроков. После объединения «Вииторула» с «Фарулом» в ноябре 2020 года тренерский штаб был отправлен в отставку.
В 2021 году Ромеу вошёл в тренерский штаб женского футбольного клуба «Барселона» под руководством Хонатана Жиральдеса. За эти годы «блаугранес» выиграли ряд национальных и международных трофеев, в том числе и три подряд чемпионских титула. 
В июне 2024 года был назначен главным тренером «Барселоны», став третьим подряд ассистентом главного тренера в истории женской команды, который занял эту должность.